# The Adventures of Mimi
The Adventures of Mimi – DVD Mariah Carey, które dokumentuje jej letnią trasę koncertwową The Adventures of Mimi. Zostało wydane na Blu-ray 15 kwietnia 2008. specjalna edycja 2-płytowa została wydana w Japonii 16 kwietnia 2008. Natomiast edycja 3-płytowa została wydana 15 kwietnia 2008 i dostępna była, np. w Wal-Mart.

## Geneza
Nagranie pochodzi z występu Carey w Ainheim, Kalifornia z 8 października 2006 roku. Jest to pierwsze DVD Carey od czasu #1's, które zawierało teledyski.

## Lista utworów
Płyta 1
1. "It's Like That"
2. "Heartbreaker" (Remix / Original Version)
3. "Dreamlover" (Remix Juicy/Notorious B.I.G. song)
4. "My All"
5. "Shake It Off"
6. "Vision of Love"
7. "Fly Like a Bird"
8. "I'll Be There" (duet with Trey Lorenz)
9. "Fantasy"
10. "Don't Forget About Us"
11. "Always Be My Baby"
12. "Honey"
13. "I Wish You Knew" (Snippet)
14. "Can’t Let Go" (Snippet)
15. "One Sweet Day" (featuring Boyz II Men)
16. "Hero"
17. "Make It Happen"
18. "We Belong Together"
19. "Fly Away (Butterfly Reprise)"

Dodatki
1. "Jukebox Function"
2. "Backstage"

Płyta 2
1. "The Adventures of Mimi Tour Documentary"
2. "Lovers and Haters"
3. "Karaoke-Style Feature"

## Pozycje na listach przebojów
| Lista                          | Najwyższa pozycja | Sprzedaż | Certyfikat |
| ------------------------------ | ----------------- | -------- | ---------- |
| U.S. Billboard Top Music Video | 1                 | 150,000  | 2xPlatyna  |
| France Top Videos Chart        | 1                 |          |            |
| Spain Top 20 DVD Chart         | 1                 |          |            |
| Greece Top 20 DVD/Video        | 9                 |          |            |
| Brazylia                       |                   | 44,000   | Platyna    |
| Official UK Music DVD Chart    | 1                 |          |            |
| Australia DVD Chart            | 1                 |          |            |
| Taiwan VCD/DVD Chart           | 1                 |          |            |

## Sprzedaż w niektórych krajach
- Pierwszy nakład, który sprowadzono do Brazylii w ilości 6000 kopii, został sprzedany w ciągu 5 dni. Zaczęły się fale niezadowolenia wśród klientów, które wywołał brak płyty w sklepach. Universal Music mówił, że robią wszystko, aby dostarczyć kolejny nakład do sklepów. Drugi nakład wynosił 5000 kopii i sprzedał się w połowie stycznia 2008 roku. Trzeci nakład, który wynosił 7000 kopii, został wysłany krótko po wysłaniu drugiego, aby nie powtórzyła się sytuacja, która miała miejsce wcześniej. Pod koniec lutego, DVD osiągnęło status Złotej Płyty (25 000 kopii sprzedanych). Pod koniec 2008 roku, DVD zostało zreedytowane i wydane przez Music Pac po tym, jak transmisja z koncertu została pokazana w telewizji kablowej, Multishow. Do dzisiaj sprzedało się tam 44 000 kopii tego DVD[8].
- W Azji, DVD znalazło się na 1. miejscu listy Taiwan DVD/VCD chart i spędziło tam 2 tygodnie. W Japonii, w pierwszym tygodniu sprzedaży, wydawnictwo znalazło się na 1. miejscu HMV Sales Chart.
- W grudniu 2007 roku, w USA sprzedało się 36 160 kopii "The Adventures of Mimi"[5]. DVD osiągnęło tam status Platynowej Płyty (RIAA)[9].